# IF-boot
De IF-boot is een klassiek gelijnd kajuitzeilschip met een langkiel. In Nederland is de boot beter bekend als "Marieholm". Maar feitelijk is Marieholm een Zweedse botenbouwer geweest, die onder andere deze "IF" (International Folkboat) maar ook de "Marieholm 26" en de "Marieholm IF-E" (identiek aan de IF maar dan met Volvo MD1B of MD6 binnenboord dieselmotor) bouwde van 1967 tot 1984. De werf bestaat niet meer. De IF-Boot is ontworpen door de Zweed Tord Sunden (gebaseerd op zijn eerdere ontwerp, de Noordse Folkboot) in de jaren 1960 met de naam International Folkboat. De Zweedse werf Marieholms Bruk startte de productie in 1967, maar de Zweedse zeilbond (Svenska Seglarförbundet) vond de naam "International Folkboat" niets en veranderde de naam in IF-boat.

## Constructie
Het onderschip en de opbouw (dek en kajuit) bestaan uit polyester dat versterkt is met glasvezel.
De klassiek gevormde kiel is lang en gemaakt van gietijzer. Opvallend is dat de mast op het dek staat en niet door het dek heen steekt. Dat maakt de kajuit gemakkelijk toegankelijk en de ruimte goed bruikbaar.
De inrichting van de kajuit is gemaakt van mahoniehout en multiplexmateriaal.

## Accommodatie
In de voorplecht bevinden zich twee slaapplaatsen. De salon kan gemakkelijk worden gebruikt als leef- en eetruimte en eenvoudig worden omgevormd in een kooi voor twee volwassenen. Alle slaapplaatsen zijn vanuit de kajuit te bereiken.

## Tuigage en dekinrichting
De IF-Boot is voorzien van een topgetuigd sloeptuig.
De mast heeft aan weerszijden een stag die via zalingen naar de mast lopen en niet aan de top maar op ongeveer 7/8 van de mast bevestigd zijn. Uiteraard beschikt de mast ook over een voorstag. De overloop van de grootschoot bevindt zich midden in de kuip. De fokkenschoot wordt vastgezet met behulp van twee lieren op de kuiprand.

## Uitrusting
Veel IF-boten beschikken over stroomvoorzieningen. Veel IF-boten hebben een aan de spiegel bevestigde buitenboordmotor, de IF-E (E staat voor engine) heeft een binnenboordmotor, meestal een Volvo MD1B of MD6 diesel binnenboordmotor. Optioneel kan af fabriek ook een buiskap of een zwemtrap meegeleverd zijn.

## Eigenschappen
Door de eenvoudige tuigage en dekinrichting heeft ook de beginnende zeiler het schip snel met gehesen zeilen op koers. Het schip blinkt door de lange kiel uit in koersvastheid. Overstag gaan is daardoor wel trager dan bij modernere schepen. Een ander voordeel van de lange kiel is dat in ondiepe wateren beplanting niet aan de kiel blijft hangen, zoals bij moderne jachten met een zwaardvormige kiel veel gebeurt. De IF-boat is zeewaardig en wordt daardoor ook veel gebruikt voor langere zeezeiltochten. Er is dan ook een levendig wedstrijdverband op de Noordzee (Noorwegen) en de Baltische zee.

## Geschiedenis en bouw
De originele scheepswerf die de IF-Boot bouwde, Marieholms Bruk, startte in 1967 en stopte in 1984 met de bouw. Marieholms Bruk bouwde de meeste IF-boten, 3488 (het laatste zeilnummer) om precies te zijn. Maar er zijn er meer gebouwd (ongeveer 3600) omdat de boot ook in Australië onder licentie werd gebouwd
Inmiddels worden de boten weer onder licentie gebouwd. Peter Grönlund in Berlijn heeft van de erfgenamen van Tord Sundén licentie verkregen om de IF-boot weer, volgens de specificaties van de Zweedse IF-Bootvereniging (Svenska IF-Båtförbundet), te (laten) bouwen. De Zweedse IF-Boot-vereniging is overigens geen zeilvereniging maar de officiële klassenorganisatie, die de regels omtrent de specificaties van de boot en het wedstrijdklassement streng bewaakt. In Nederland wordt de IF-boot van de Duitse werf Seacamper van Peter Grönlund geïmporteerd.

## Wedstrijden
Er is in Nederland en op de Oostzee een levendige wedstrijdcultuur voor de IF-boot.
In Nederland worden wedstrijden gevaren op het IJsselmeer, De Braassem en op De Kaag.

## Internationaal
De Duitse IF-Boot Klasseverein heeft 146 leden. In de haven van St. Mawes, Cornwall (VK) liggen de meeste Britse IF-Boten, waarvan er in 2017 zes tegen elkaar voeren tijdens een race. De Zweedse IF-Boot-vereniging organiseert regelmatig wedstrijden waaraan in 2017 ook een Nederlandse ploeg deelnam.

## Fotogalerij

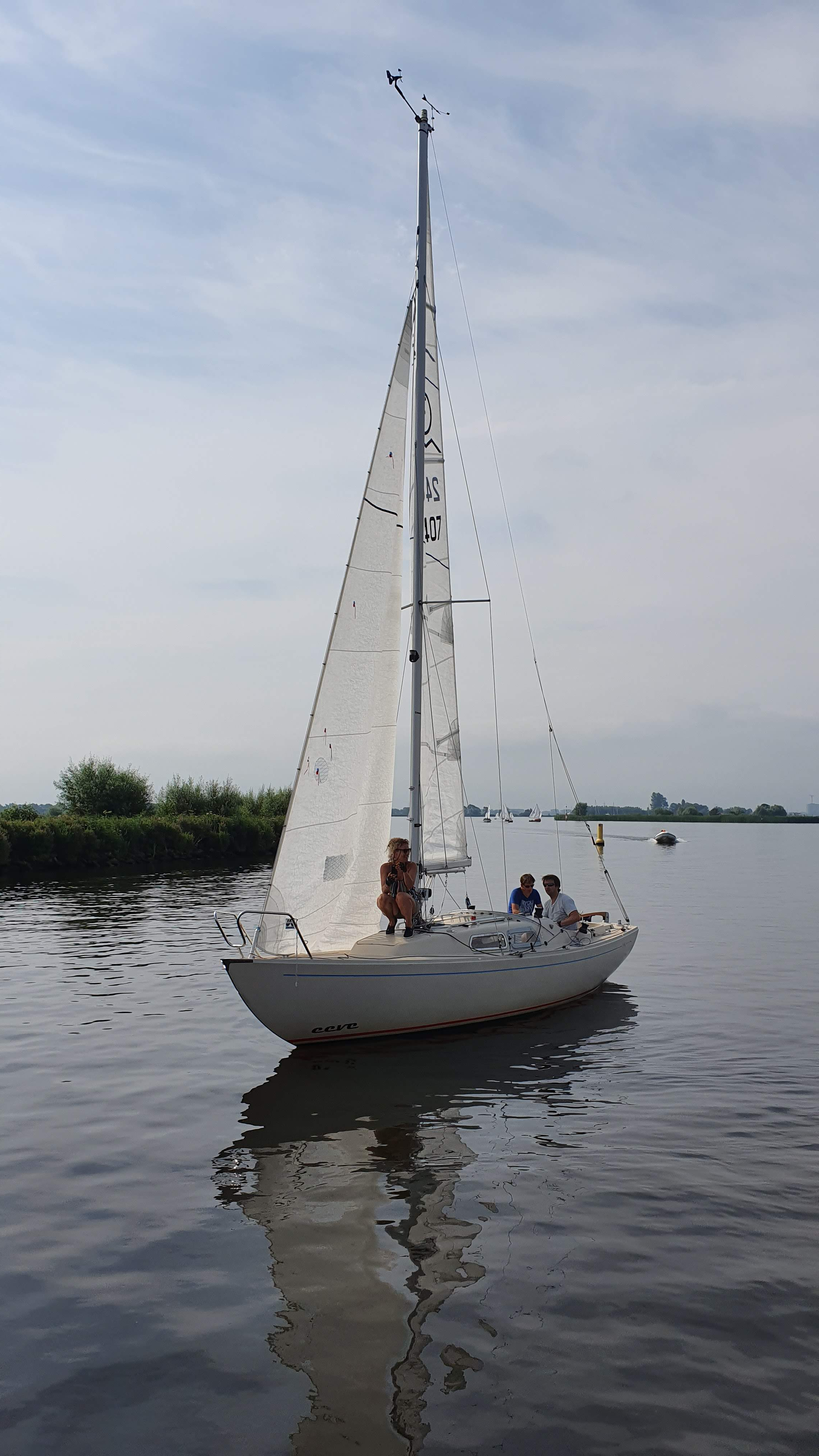
Een IF-boot onder zeil
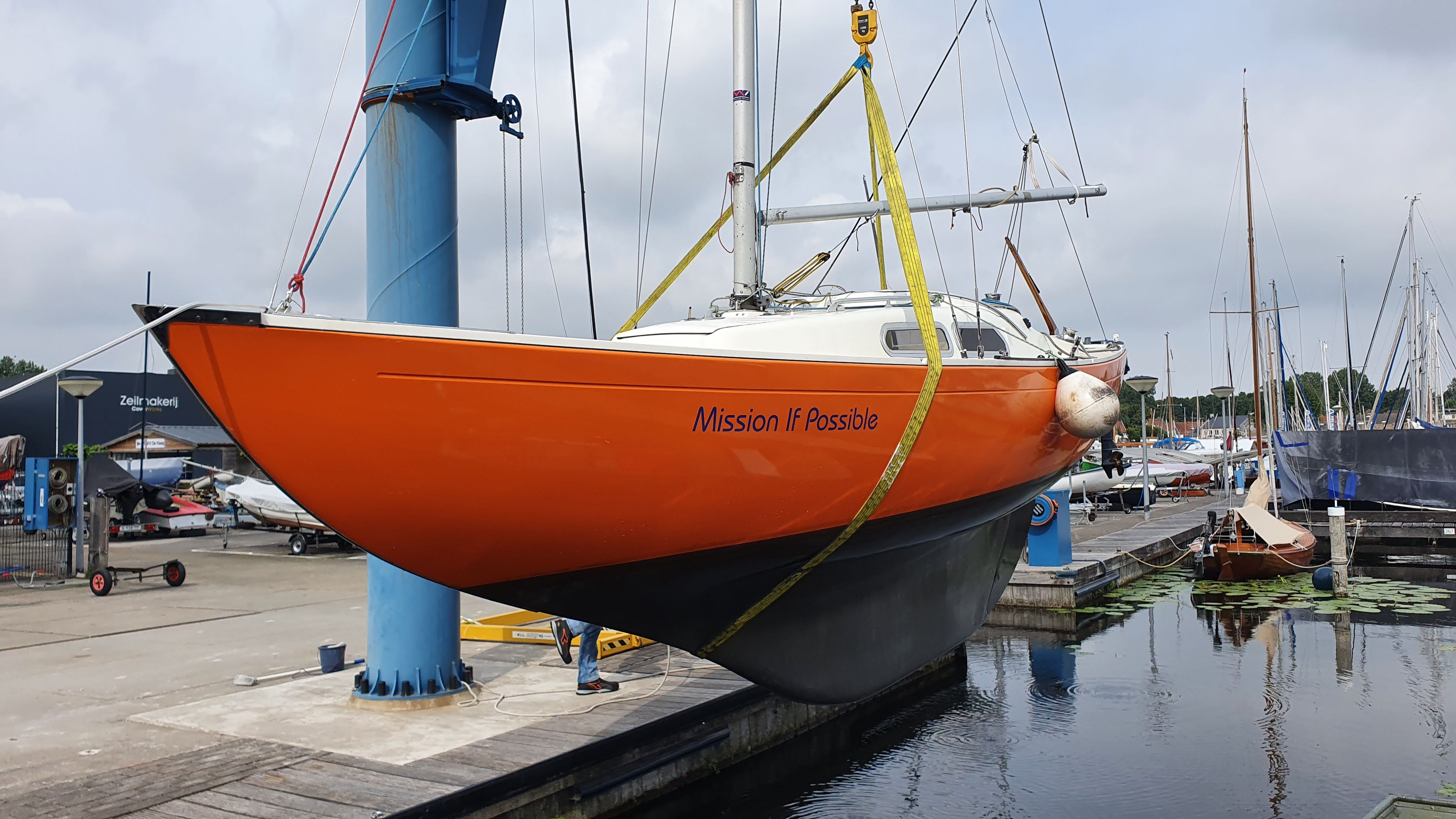
Een IF-Boot die getakeld wordt